# John Francis Daley
John Francis Daley (født 20. juli 1985) er en amerikansk tv-og-film-skuespiller, sanger og filminstruktør, nogle gange krediteret som John Daley eller John Francis Daly. Han spiller Lance Sweets i serien Bones og spillede Sam Weir i NBC komedie-dramaet Freaks and Geeks fra 1999-2000. Han spiller keyboard og er sanger i bandet Dayplayer.

## Tidlige liv
Daley blev født i Wheeling, Illinois i USA til RF Daley, en skuespiller, og Nancy Daley, en klaverlærer. Han har optrådt i flere filmproduktioner med sin far.

## Karriere
Daley har spillet skuespil siden en alder af 9, da han blev castet som "Young Tommy" i den amerikanske og internationale turne af Broadway hittet The Who's Tommy. Han spillede Sam Weir i tv-serien Freaks and Geeks, og siden da har han arbejdet uafbrudt i tv, herunder serier såsom The Geena Davis Show, Boston Public, Regular Joe, Kitchen Confidential, Amys ret, og Spin City.
I 2001, instruerede han en kortfilm med titlen What Babies Do. Han skrev og medvirkede også i kortfilmkomedien Friday Night. I 2005 optrådte han i filmen Waiting ... og i Foxsitcomen Kitchen Confidential. I 2007 sluttede Daley sig til Fox dramaserieren Bones, hvor han skildrer psykologen Lance Sweets.

## Filmografi

### Film
- Allerd Fishbein's in Love (2000)
- View from the Top (2003)
- Waiting... (2005)
- 77 (2007)
- Burying the Ex (2008)

### TV-film
- The Kennedys (2001)
- The Call (2007)

### Direct-to-DVD film
- Clark and Michael (2006)

### Fjernsyn
- Freaks and Geeks (18 episoder, 1999-2000)
- Boston Public (5 episoder, 2000-2001)
- The Geena Davis Show (22 episoder, 2000-2001)
- The Ellen Show (1 episode, 2001)
- Spin City (1 episode, 2002)
- Regular Joe (5 episoder, 2003)
- Judging Amy (1 episode, 2004)
- Kitchen Confidential (13 episoder, 2005-2008)
- Stacked (1 episode, 2006)
- Bones (55 episoder, 2007-nu)